# Vanessa Mai
Vanessa Mai (vlastním jménem Vanessa Marija Else Ferber, roz. Mandekić, * 2. května 1992 Backnang) je německá popová zpěvačka. Do povědomí diváků se dostala jako členka kapely Wolkenfrei, po jejím rozpadu působí jako sólová zpěvačka.

## Život
Narodila se jako Vanessa Mandekić v roce 1992 v německém Backnangu. Občas doprovázela svého otce, chorvatského hudebníka s tamburínou. Už v sedmi letech s ním vystupovala na pódiu před diváky.
V deseti letech začala vystupovat pro diváky již samostatně, mimo jiné ve školním muzikálu Čaroděj ze země Oz (Der Zauberer von Oz). V roce 2008 se ve svých patnácti letech v rámci taneční formace Getting Craz'd zúčastnila Mistrovství světa v hip-hopu ve americkém Las Vegas; soutěžili jako němečtí umělci a obsadili poslední místo.
Vystudovala střední školu s maturitou, poté se začala vzdělávat jako mediální designerka. Od června 2017 je provdaná za Andrease Ferbera, (nar. 1983), nevlastního syna své manažerky a rovněž zpěvačky Andrey Bergové.

## Diskografie
| Rok  | Název                         | Pořadí v žebříčku albových hitparád | Pořadí v žebříčku albových hitparád | Pořadí v žebříčku albových hitparád | Poznámka                                                       |
| Rok  | Název                         | Deutsche Albumchart Německo         | Ö3 Austria Top 40 Rakousko          | Schweizer Hitparade Švýcarsko       | Poznámka                                                       |
| ---- | ----------------------------- | ----------------------------------- | ----------------------------------- | ----------------------------------- | -------------------------------------------------------------- |
| 2014 | Endlos verliebt Ariola (Sony) | 18 (3 týdny)                        | 32 (3 týdny                         | 78 (1 týden)                        | První vydání alba: 7. únor 2014 Prodaných kusů: + 100.000      |
| 2015 | Wachgeküsst Ariola (Sony)     | 7 (33 týdnů)                        | 6 (42 týdnů)                        | 25 (12 týdnů)                       | První vydání alba: 10. červenec 2015 Prodaných kusů: + 107.500 |
| 2016 | Für Dich Ariola (Sony)        | 4 (3 týdny)                         | 4 (45 týdnů)                        | 6 (26 týdnů)                        | První vydání alba: 15. květen 2016 Prodaných kusů: + 307.500   |
| 2017 | Regenbogen Ariola (Sony)      | 1 (38 týdnů)                        | 2 (31 týdnů)                        | 2 (15 týdnů)                        | První vydání alba: 11. srpen 2017 Prodaných kusů: + 100.000    |
| 2018 | Schlager Ariola (Sony)        | 1 (9 týdnů)                         | 3 (5 týdnů)                         | 5 (5 týdnů)                         | První vydání alba: 3. srpen 2018                               |
| 2020 | Für immer Ariola (Sony)       | 2 (8 týdnů)                         | 5 (3 týdny)                         | 7 (4 týdny)                         | První vydání alba: 24. leden 2020                              |
| 2021 | Mai Tai Ariola (Sony)         | 3 (5 týdnů)                         | 4 (3 týdny)                         | 12 (2 týdny)                        | První vydání alba: 26. březen 2021                             |
| 2022 | Metamorphose Ariola (Sony)    | 3 (4 týdny)                         | 9 (2 týdny)                         | 24 (1 týden)                        | První vydání alba: 12. srpen 2022                              |
| 2023 | Hotel Tropicana Ariola (Sony) | 3 (5 týdnů)                         | 10 (2 týdny)                        | 21 (1 týden)                        | První vydání alba: 31. březen 2023                             |

## Filmografie
Celovečerní filmy
- 2020: Nur mit Dir zusammen (ARD)

Dokumentární filmy
- 2015: Wachgeküsst (Album)#Wolkenfrei Wolke 7 – Das TV-Spezial|Wolkenfrei Wolke 7 – Das TV-Spezial (Deutsches Musik Fernsehen, 65 Minut, Režie: Ingo Blenn)
- 2016: Für Dich (Album)#Vanessa Mai – Mein Herz schlägt Schlager|Vanessa Mai – Mein Herz schlägt Schlager (MDR, 45 Minut)

Seriály
- 2021: Celebrity Hunted (Amazon Prime)

Moderování
- od roku 2020: On Mai Way (SWR)

## Ocenění
- 2016: Echo pop v kategorii „Schlager“ pro Wachgeküsst (ještě pod umělickým jménem Wolkenfrei)
- 2017: Die Eins der Besten v kategorii „Shooting-Star des Jahres“